# Coca de trempó

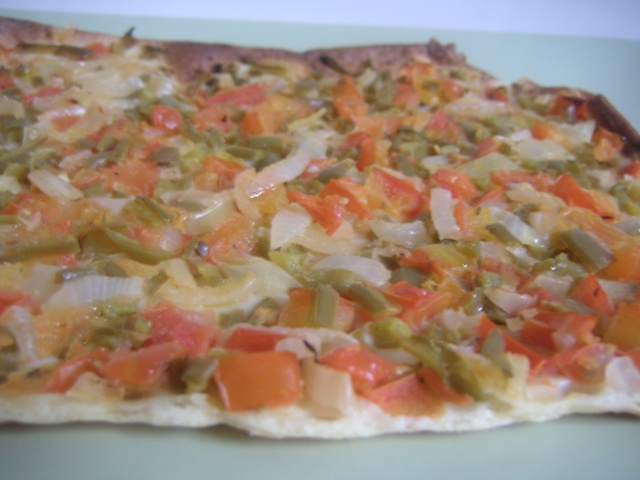
Una coca de trampó.

La coca de trampó es una coca salada típica de las Islas Baleares y especialmente de Mallorca. Consiste en una masa de pan plana y cuadrada, con hortalizas cortadas a trocitos. Todo ello se hornea para luego consumirlo. Este tipo de ensalada, consumida especialmente en verano, es conocida como trampó. Está hecha con tomate, pimiento verde, rojo y cebolla. Todo ello aliñado con aceite, vinagre y sal.